# Paradiopatra hispanica
Paradiopatra hispanica är en ringmaskart som beskrevs av Amoureux 1972. Paradiopatra hispanica ingår i släktet Paradiopatra och familjen Onuphidae. Arten har ej påträffats i Sverige. Inga underarter finns listade i Catalogue of Life.